# Nikita Simonian
Pour les articles homonymes, voir Simonian.
Nikita Pavlovitch Simonian (arménien : Նիկիտա (Մկրտիչ) Սիմոնյան, russe : Никита Павлович Симонян), né le 12 octobre 1926 à Armavir en URSS, est un footballeur puis entraîneur soviétique d'origine arménienne.

## Biographie
Évoluant au poste d'attaquant du milieu des années 1940 à la fin des années 1950, il commence sa carrière au Krylia Sovetov Moscou, puis rejoint le Spartak Moscou, avec qui il remporte le championnat d'Union soviétique à quatre reprises ainsi que deux Coupes d'Union soviétique.
il compte vingt sélections pour dix buts inscrits en équipe d'URSS et remporte la médaille d'or aux Jeux olympiques de 1956.
Devenu entraîneur, il gagne deux championnats et trois coupes nationales à deux reprises avec le Spartak Moscou et un championnat et une coupe avec le Ararat Erevan.

## Statistiques
| Saison                | Club                  | Championnat           | Championnat | Championnat | Coupe(s) nationale(s) | Coupe(s) nationale(s) | Total | Total |
| Saison                | Club                  | Division              | M.          | B.          | M.                    | B.                    | M.    | B.    |
| 1946                  | Krylia Sovetov Moscou | D1                    | 20          | 3           | 2                     | 1                     | 22    | 4     |
| 1947                  | Krylia Sovetov Moscou | D1                    | 22          | 3           | 1                     | 0                     | 23    | 3     |
| 1948                  | Krylia Sovetov Moscou | D1                    | 10          | 3           | 1                     | 0                     | 11    | 3     |
| Sous-total            | Sous-total            | Sous-total            | 52          | 9           | 4                     | 1                     | 56    | 10    |
| 1949                  | Spartak Moscou        | D1                    | 32          | 26          | 5                     | 5                     | 37    | 31    |
| 1950                  | Spartak Moscou        | D1                    | 36          | 34          | 4                     | 5                     | 40    | 39    |
| 1951                  | Spartak Moscou        | D1                    | 25          | 10          | 5                     | 5                     | 30    | 15    |
| 1952                  | Spartak Moscou        | D1                    | 13          | 5           | 6                     | 7                     | 19    | 12    |
| 1953                  | Spartak Moscou        | D1                    | 18          | 15          | 2                     | 1                     | 20    | 16    |
| 1954                  | Spartak Moscou        | D1                    | 16          | 5           | 1                     | 0                     | 17    | 5     |
| 1955                  | Spartak Moscou        | D1                    | 5           | 1           | -                     | -                     | 5     | 1     |
| 1956                  | Spartak Moscou        | D1                    | 20          | 16          | -                     | -                     | 20    | 16    |
| 1957                  | Spartak Moscou        | D1                    | 18          | 12          | 4                     | 2                     | 22    | 14    |
| 1958                  | Spartak Moscou        | D1                    | 22          | 10          | 4                     | 2                     | 26    | 12    |
| 1959                  | Spartak Moscou        | D1                    | 10          | 1           | 1                     | 0                     | 11    | 1     |
| Sous-total            | Sous-total            | Sous-total            | 215         | 135         | 32                    | 15                    | 247   | 150   |
| Total sur la carrière | Total sur la carrière | Total sur la carrière | 267         | 144         | 36                    | 28                    | 303   | 172   |

## Palmarès

### Joueur
Union soviétique
- Médaille d'or olympique en 1956.

 Spartak Moscou
- Champion d'Union soviétique en 1952, 1953, 1956 et 1958.
- Vainqueur de la Coupe d'Union soviétique en 1950 et 1958.
- Meilleur buteur du championnat d'Union soviétique en 1949, 1950 et 1953.

### Entraîneur
Spartak Moscou
- Champion d'Union soviétique en 1962, 1969.
- Vainqueur de la Coupe d'Union soviétique en 1963, 1965 et 1971.

 Ararat Erevan
- Champion d'Union soviétique en 1973.
- Vainqueur de la Coupe d'Union soviétique en 1973.

### Décorations
- Ordre du Drapeau rouge du Travail
- Ordre de l'Amitié des peuples